# میهای داوید
میهای داوید (انگلیسی: Mihály Dávid; ۳۱ ژوئیهٔ ۱۸۸۶ – ۱ ژانویهٔ ۱۹۴۴) ورزشکار دو و میدانی اهل مجارستان بود.